# 小俣芳明
小俣 芳明（おまた よしあき、1934年7月7日 - ）は、日本の経営者。東急建設社長を務めた。

## 来歴・人物
東京都出身。1959年に日本大学理工学部土木科を卒業し、同年に東急電鉄に入社。1991年6月に取締役、1997年6月に常務を経て、1998年6月に東急建設副社長に就任し、2001年6月には[社長に昇格。2002年5月には副社長に降格。